# Línea 149 (Montevideo)
La línea 149 es una línea  de ómnibus urbana de Montevideo, que une Pocitos con Manga o Mendoza (e Instrucciones). El destino de ida es Manga o Mendoza, y el de vuelta Pocitos.

## Características
Une el barrio de Pocitos con el barrio Manga, o la intersección de las avenidas  Instrucciones y Mendoza. El viernes 13 de enero de 2023, se modificó el destino hacia Manga y Pocitos, comenzando a circular por el barrio Casavalle.

## Recorridos
Circula por los barrios: Pocitos, Parque Rodó, Palermo, Cordón, Aguada, Reducto, Brazo Oriental, Atahualpa, Paso de las Duranas, Aires Puros, Lavalleja, Barrio Borro (ramal rojo), Gruta de Lourdes, Jardines de Instrucciones, Boiso Lanza, Mendoza y Manga (ramal rojo).
| Ida (Hacia Manga por Casavalle) - Rambla Charles de Gaulle - Avenida Luis Alberto de Herrera - Rambla República del Perú - Gabriel Pereira - Libertad - Bulevar España - Acevedo Díaz - San Salvador - Juan Paullier - Avenida Gonzalo Ramírez - Ejido - Miguelete - Gianelli - Hermano Damasceno - Yaguarón - Avenida de las Leyes - Batoví - Yatay - Avenida General San Martín - Avenida Millán - Avenida de las Instrucciones - Bulevar Aparicio Saravia - Pasaje 322 - Camino General Leandro Gomez - Doctor Jose Martirene - Isidro Mas de Ayala - Doctor Justo Montes Pareja - Doctor Víctor Escardo y Anaya - Doctor José Martirene - Orsini Bertani - Avenida General San Martín - Antillas - Avenida de las Instrucciones - Avenida Don Pedro de Mendoza (Terminal Mendoza) - Camino Carlos A. López - Avenida José Belloni - Terminal Manga Ida (Hacia Mendoza) ...Ruta Anterior - Avenida Millán - Avenida de las Instrucciones - Avenida Don Pedro Mendoza Terminal Mendoza | Vuelta (Desde Manga por Casavalle) - Avenida José Belloni - Camino Carlos A. López - Avenida Don Pedro de Mendoza - Avenida de las Instrucciones - Antillas - Querétaro - Los Ángeles - Circulación Plaza Taras Shevchencko - Avenida General San Martín - Orsini Bertani - Doctor Jose Martirene - Doctor Víctor Escardo y Anaya - Doctor Justo Montes Pareja - Isidro Mas de Ayala - Doctor Jose Martirene - Avenida Gustavo Volpe - Continuación Doctor José Martirené - Bulevar Aparicio Saravia - Avenida de las Instrucciones - Avenida Millán - Avenida General San Martín - Avenida Agraciada - Avenida de las Leyes - Yaguarón - Aquiles Lanza - Avenida Gonzalo Ramírez - Avenida Julio Herrera y Reissig - Avenida Tomás Giribaldi - Bulevar Artigas - Canelones - Avenida Brasil - Juan Benito Blanco - 26 de Marzo - Avenida Luis Alberto de Herrera - Rambla Presidente Charles de Gaulle - Terminal Pocitos Vuelta (Desde Mendoza) - Terminal Mendoza - Avenida de las Instrucciones - Avenida Millán (Ruta habitual) |

## Destinos intermedios
IDA
- Gruta de Lourdes: Avda. de las Instrucciones y Chicago
- Propios: Instrucciones y Propios
- Parque Posadas

VUELTA
- Palacio Legislativo
- 18 de Julio y Yaguarón
- Parque Rodó